# Alta Mesopotàmia
|  | «Al-Jazira» redirigeix aquí. Vegeu-ne altres significats a «Al-Jazira (desambiguació)». |

L'Alta Mesopotàmia, coneguda com la Jazira en les fonts històriques àrabs, és la part de Mesopotàmia situada al nord, el que fou l'antiga Assíria, geogràficament diferenciada de les terres de la Baixa Mesopotàmia, al sud. En sentit restringit aniria entre el Diyala, i els dos Zab a la part del Tigris, i el Khabur a la part de l'Eufrates, seguint entre els dos rius (Tigris i Eufrates) fins al punt on més s'acosta un a l'altre, allà on el Tigris rep per l'esquerra el Diyala. En la seva màxima extensió l'Alta Mesopotàmia va entre les fonts de l'Eufrates i Tigris i segueix entre els dos rius fins al mateix punt abans indicat. Al sud d'aquest punt és la Baixa Mesopotàmia. Al nucli principal els àrabs li van dir Jazira, però en la màxima extensió l'Alta Mesopotàmia inclouria també el Diyar Bakr, el Diyar Mudar i el Diyar Rabia.

## Poblament àrab
Des del segle iii les tribus àrabs Lakhm i Tanukh del grup meridional, van establir-se a l'Eufrates. Al principis del segle VII les tribus Taghlib i Bakr ibn Wàïl del grup rabia es van establir també a l'Iraq. Abans de la meitat del segle tribus dels Bakr, especialment el subgrup Xaybani van acompanyar a les tropes del califa en la seva expansió mentre els Taghlib romanien cristians. La part occidental, que era possessió romana d'Orient, va quedar aïllada en conquerir els àrabs Síria, i fou ocupada quasi sense resistència el 639, 640 i 641. La part oriental, que era persa, fou conquerida el 641 des l'Iraq. Va quedar inclosa en el govern de Síria, però després de Muàwiya se'n va separar i fou governada per membres de la família omeia, com Muhàmmad ibn Marwan o Màslama ibn Abd-al-Màlik, governadors al mateix temps d'Armènia. L'Alta Mesopotàmia i Cilícia van arribar a formar les dues meitats d'una nova zona fronterera fortificada amb l'Imperi Romà d'Orient, al-Thughur.
Quan els musulmans es van expandir cap al nord, els Bakr i els Taghlib van penetrar a l'Alta Mesopotàmia, en l'anomenat districte de Mossul. Els Taghlib es van establir al districte del Diyar Rabia mentre els Bakr, especialment els xaybani, es van dirigir al nord del Tigris i es van establir a l'entorn d'Amida, a la província armènia d'Alzniq, que fou rebatejada Diyar Bakr, mentre Amida fou rebatejada Diyarbakr. La resta de l'Alta Mesopotàmia, o sigui l'Osroene, fou poblada pels kays o qays o Qaysites del grup Mudar; els seus sub-grups venien de Palestina i Síria; una bona partes va quedar a Síria però un nombre important, des de Osorene va creuar l'Eufrates cap al nord, establint-se en el territori que es va dir Diyar Mudar. La població de Síria i Jazira va restar en majoria l'existent, però els àrabs van ser l'ètnia dominant. A la Jazira i havia sirians, kurds, armenis, jueus i altres, però progressivament van ser arabitzats ètnica i culturalment i a més van acceptar l'islam. Després de la conquesta la Jazira va esdevenir una província del califat dividida en tres districtes: Diyar Bakr, Diyar Rabia i Diyar Mudar. El Diyar Rabia al mitjà Tigris, feia frontera amb Armènia a causa que la província de Kordjaiq i districte de Tmoriq i altres van ser integrats en el districte musulmà; la capital era Mossul que servia a més com a capital de tota la província. El Diyar Mudar era el curs mitjà de l'Eufrates des de Kirkesion a Samòsata, incloent Edessa (Turquia) (Urfa, en àrab al-Ruha), Haran i altres. El Diyar Bakr era el districte més proper a Armènia i tenia com a capital a Amida o Diyarbakr La ciutat de Nprkert (Martiriòpolis) fou rebatejada Mayyafarikin. Altres ciutats eren Arzèn i Baleš (Bitlis); altres poblacions eren Anggh, Hani (a l'est de Nprkert), Słerd (àrab Siirt), Hizan (a l'est de Nprkert) i kiphas (àrab Hisn Kayfa).

## Els Xayban
El primer líder de la tribu Xaybani al Diyar Bakr fou al-Muthanna ibnHàritha, que ja havia ajudat a les forces del califa a la victòria a l'Iraq i es va desplaçar gradualment fins a establir-se a Arzanene, a la zona que fou coneguda con zona militar o frontera del Diyar Bakr (ath-Thughur al-Bakriyya) a la zona del llac Covk (Gölcik) i de Tluk (àrab Duluk). Un destacat membre de la tribu fou Man ibn Zàïda aix-Xaybaní que va combatre contra els abbàssides als darrers dies del califat omeia (vers 750); després va salvar la vida al califa al-Mansur i fou nomenat governador del Iemen, càrrec que després va passar al seu fill Zayda ben Man.

## Governants xaybànides
El primer xaybànida que fou nomenat governador (ostikan) d'Armènia fou el germà de l'anterior, Yazid ibn Màzyad aix-Xaybaní, nebot de Man ibn Zàïda, que va exercir el càrrec dues vegades sota Harun ar-Raixid (786-809) quan encara la política oficial era colonitzar armènia amb àrabs. Fou governador d'Armènia i l'Azerbaidjan, on va combatre els khurramiyya, i el 795, després de governar Armènia, fou enviat a sufocar la revolta del cap kharigita al-Walid ibn Tàrif aix-Xaybani, membre de la seva pròpia tribu, que al front d'un exèrcit s'havia revoltat a la regió de Mebin i causava dificultats a les forces califals. Yazid el va enfrontar en batalla i va aconseguir matar el seu parent. Coincidint amb un atac khàzar fou nomenat governador d'Armènia (per segona vegada) i d'Azerbaidjan (799) i va aconseguir expulsar els khàzars. En temps del califa al-Hadi va participar en la lluita contra el rebel persa Wandad-Hurmuzd al Tabaristan. Va morir el 801.
Yazid va establir molts àrabs del grup rabia, més que del grup Bakr (o sigui xaybànides) durant el seu primer govern (787-788) fins a formar una majoria de població. Es creu que aquestes colònies es van establir tant a Armènia com a Shirwan on descendents de Yazid es van crear un principat hereditari al segle ix. El catolicós Joan V de Draskhanakert, més conegut con Joan el Catolicós (899-931), diu que Yazid, en el seu govern, va robar a les esglésies armènies.
Mort Yazid el 801 el va succeir en el seu govern el seu fill Asad ben Yazid, que també va rebre el govern de Mossul i el 802 o 803 va exercir el govern un altre fill (germà d'Asad) Muhàmmad ibn Yazid. Aquest es va establir a la fortalesa de Shamakhi al Xirvan, des de on va governar, i a la part oriental d'Aghuània es va crear de fet un domini hereditari. El califa al-Amin va tornar a nomenar governador d'Armènia a Asad ben Yazid coincidint amb la revolta dels anomenats «conqueridors» (mutaghàl·liba, descendents dels primers àrabs establerts a la zona) a Ibèria, Yahya ibn Said (àlies Kàwkab as-Subh o Estel de Matinada) i Ismaïl ibn Xuayb. Asad va poder capturar als rebels però com que després els va alliberar, fou destituït del càrrec de governador.
El tercer fill de Yazid, Khàlid ibn Yazid ibn Maziyad, va exercir per quatre vegades com a governador d'Armènia; la primera a l'inici del califat d'al-Mamun (813); en aquest govern va tenir bones relacions amb els nakharark i va acceptar regals d'ells; la segona vegada (828-833) va combatre una rebel·lió a Armènia dirigida pel Qays Aylan de Manazkert Sawada o Sevada ben Abd al-Hamid al-Djahhafi i va lluitar contra el rebel ibèric Muhàmmad ben Attabi (que es va sotmetre) i contra Yazid ben Husn a Naxçıvan. Fou igual de dur contra els armenis que contra els mutaghàl·liba. El 841 fou nomenat governador per tercera vegada pel califa al-Mútassim, però la seva arribada va provocar la revolta al país i fou cridat immediatament. No obstant això, el califa al-Wàthiq (842-845) el va nomenar per quarta vegada i es va presentar amb un exèrcit amb el que va sufocar qualsevol intent de revolta. Va morir i fou enterrat a Dvin.
El va succeir el seu fill Muhàmmad ibn Khàlid. Va combatre contra els rebels armenis i contra els tsanars (lazes) i especialment contra el rebel emir de Tiflis Ishaq ibn Ismaïl ibn Xuayb. El seu germà al-Hàytham fou emir de Xirvan i va agafar el títol de Xirwanxah (Shirvanshah). Els seus descendents van governar el país i foren coneguts com la dinastia mazyàdida del Xirvan, sent independents formalment del 861 al 1027 quan foren substituïts per la dinastia kesrànida de Xirvan. Muhàmmad romania al seu domini del Duyar Bakr però fou nomenat governador d'Armènia després de l'expedició de Bogha al-Khabir (857). Fou després altre cop governador, i per tercera vegada el 878. En aquesta darrera ocasió va fer aliança amb l'emir de l'Apahunik, Abu-l-Ward, contra el príncep Asoci I el Gran (857-890), però va fracassar i pel contrari fou Asoci el que el va acabar expulsant d'Armènia, on fou el darrer governador àrab i shaybànida.
Els xaybànides van conservar el Duyar Bakr. A la meitat del segle ix el poder a la regió va passar a una nova branca que va conservar el poder fins a mitjan segle x, destacant Isa ben al-Shaykh que fou primer governador de Síria sent després enviat com a governador a Armènia (govern que s'hauria produït després del 870, abans del tercer govern de Muhàmmad ibn Khàlid. El seu fill Ahmad ben Isa va intentar sotmetre a la casa zuràdida d'Arzèn i fins i tot va planejar destruir el nou regne d'Armènia, però fou derrotat per forces del califa i va perdre gairebé totes les seves possessions al Diyar Bakr.